# Johann Hermann Detmold
Johann Hermann Detmold (24. juli 1807 – 17. marts 1856) var en tysk politiker.

## Liv og virke
Detmold blev i 1830 sagfører i Hannover og blev i 1838 valgt til Landdagen. Han var både her og i bladene en ivrig forsvarer af den fri forfatning, hvorfor han i 1843 blev idømt en stor pengebøde. For at kunne udrede denne udgav han "Randzeichnungen", der regnes for et mesterstykke af fin satire. I 1848 valgtes han til Nationalforsamlingen i Frankfurt, hvor han først hørte til det frisindede Centrum og blev medlem af forfatningsudvalget, men senere gik over til yderste Højre og bekæmpede rigsforfatningen og det påtænkte arvekejserdømme. Særlig uvilje vakte han ved sit skrift "Thaten und Meinungen des Herrn Piepmeier" fra 1849, der drev spot med forsamlingens arbejder. I maj 1849 overtog han justits- og indenrigsposten i det sidste rigsministerium, afviste bestemt tanken om at skulle vige for nationalforsamlingens mistillidserklæring og forblev i sit embede indtil december samme år. I perioden maj 1850-maj 1851 var han Hannovers repræsentant ved den ny forbundsdag og virkede her for den gamle forbundsordnings genoprettelse.